# 尹家务乡
尹家务乡是中国陕西省宝鸡市凤翔县下辖的一个乡。

## 行政区划
尹家务乡下辖以下行政区：
尹家务村、王堡村、老疙瘩村、托卜务村、大海子村、闫家务村、西槐村、槐岭村、槐中村、槐北村